# Konventionen om läkarbehandling vid ersättning för olycksfall i arbetet
Konventionen om läkarbehandling vid ersättning för olycksfall i arbetet (ILO:s konvention nr 19 angående läkarbehandling vid ersättning för olycksfall i arbetet, Convention concerning Equality of Treatment for National and Foreign Workers as regards Workmen's Compensation for Accidents) är en konvention som antogs av Internationella arbetsorganisationen (ILO) den 5 juni 1925 i Genève. Konventionen föreskriver att varje medlemsland säkerställer att arbetstagare som skadas i arbetet får läkarvård, oberoende av arbetstagarens medborgarskap. Konventionen består av 12 artiklar.

## Ratificering
Konventionen har ratificerats av 121 länder.